# Hamaker-Konstante
Die Hamaker-Konstante A ist eine Größe für die Kraft zwischen zwei Körpern, zwischen denen Van-der-Waals-Kräfte wirken. Die Hamaker-Konstante hängt sowohl von den Stoffen, aus denen die beiden Körper bestehen (die Körper können aus unterschiedlichen Stoffen bestehen), als auch dem dazwischen liegenden Medium ab. Die Hamaker-Konstante ist nach dem niederländischen Physiker Hugo Christiaan Hamaker (1905–1993) benannt.  Sie ist von der Geometrie der Körper unabhängig.

## Definition
Die Hamaker-Konstante wird definiert durch:
{\displaystyle A=\pi ^{2}\cdot C\cdot \rho _{1}\cdot \rho _{2}}
Hierbei stehen {\displaystyle \rho _{1}} und {\displaystyle \rho _{2}} für die Anzahl von Atomen pro Volumeneinheit in zwei wechselwirkenden Körpern. {\displaystyle C} ist ein Parameter für die Partikel-Partikel-Wechselwirkung. Die SI-Einheit der Hamaker-Konstanten ist das Joule. Die Werte der Konstanten sind außergewöhnlich klein und liegen im Bereich von 10−19 bis 10−20 Joule. Der Wert kann entweder über die Dielektrizitätskonstante oder das Ionisierungspotential ermittelt werden.
Die Hamaker-Konstante bietet die Möglichkeit den Wechselwirkungskoeffizienten {\displaystyle C} aus dem Van-der-Waals-Wechselwirkungspotenzial zu ermitteln, welches für kleine Moleküle oder Atome die folgende Form besitzt (für makroskopischere Körper besitzt das Van-der-Waals-Potential andere Formen, siehe Van-der-Waals-Kräfte):
{\displaystyle w(r)=-C/r^{6}}
Beispielsweise für die Beschreibung von Dispersionen spielt die Hamaker-Konstante eine wichtige Rolle. Nimmt ihr Wert ab, so führt dies zu einer Abnahme der Van-der-Waalsschen Wechselwirkungsenergie, was wiederum zu einer relativen Zunahme der abstoßenden Wechselwirkung der Partikel in der Suspension führt, wodurch das System stabiler wird. Die Konstante selbst kann durch das verwendete Lösungsmittel beeinflusst werden. Das Anziehungspotential ist zudem stoffabhängig.
Die Hamaker-Methode und gleichnamige Konstante vernachlässigen Matrixeffekte zwischen den wechselwirkenden Teilchen. In den 1950er Jahren entwickelte Jewgeni Lifschitz ein beschreibendes Modell der Van-der-Waals-Energie, das auch die dielektrische Wechselwirkung der Matrix berücksichtigt. Es ist eine makroskopische Beschreibung über die optischen Eigenschaften der wechselwirkenden Körper.
Zudem lässt sich die Hamaker-Konstante aus der Oberflächenenergie {\displaystyle \gamma } abschätzen:
{\displaystyle A=24\pi \gamma d_{0}^{2}}
{\displaystyle d_{0}} wird als der intermolekulare Gleichgewichtsabstand der Moleküle definiert. Wird hingegen die Oberflächenenergie nur durch den dispersiven Anteil bestimmt, kann die Gleichung nach Fowkes verwendet werden:
{\displaystyle A=6\pi \gamma ^{d}d_{0}^{2}}
Die Van-der-Waals-Kräfte haben eine geringe Reichweite von wenigen hundert Ångström.

### Typische Werte einiger Materialien
| Material        | A in 10−20 J |
| --------------- | ------------ |
| Aceton          | 04,2         |
| Wasser          | 03,7…05,5    |
| Toluol          | 05,4         |
| Polystyrol      | 07,8…09,8    |
| Silicium (SiO2) | 05…06        |
| Aluminiumoxid   | 015,4        |
| Metalle         | 0160… 45     |
| Silber          | 039,8        |
| Gold            | 045,3        |

## Dielektrika
Für dielektrische Medien gilt:
{\displaystyle A={\frac {3}{4}}k_{\mathrm {B} }T{\frac {\varepsilon _{1}-\varepsilon _{3}}{\varepsilon _{1}+\varepsilon _{3}}}{\frac {\varepsilon _{2}-\varepsilon _{3}}{\varepsilon _{2}+\varepsilon _{3}}}+{\frac {3h\nu _{\mathrm {e} }}{8{\sqrt {2}}}}{\frac {(n_{1}^{2}-n_{3}^{2})(n_{2}^{2}-n_{3}^{2})}{{\sqrt {n_{1}^{2}+n_{3}^{2}}}{\sqrt {n_{2}^{2}+n_{3}^{2}}}\left({\sqrt {n_{1}^{2}+n_{3}^{2}}}+{\sqrt {n_{2}^{2}+n_{3}^{2}}}\right)}},}
mit den dielektrischen Konstanten {\displaystyle \varepsilon _{i}} und den Brechungsindices {\displaystyle n_{i}} der beteiligten Medien (wobei 3 das dazwischenliegende Medium ist), der Absorptionsfrequenz {\displaystyle \nu _{\mathrm {e} }} (welche für alle beteiligten Medien ähnlich sein muss), der Planck-Konstante {\displaystyle h} und der Boltzmann-Konstante {\displaystyle k_{\mathrm {B} }}. Der erste Term in obiger Formel berücksichtigt die Debye- und Keesom-Wechselwirkung, während der zweite Term in obiger Formel die Londonsche Dispersionswechselwirkung berücksichtigt.